# Jeremy Allen White
Jeremy Allen White (Nueva York; 17 de febrero de 1991) es un actor estadounidense. Comenzó su carrera con interpretaciones menores, antes de su papel de Phillip «Lip» Gallagher en la serie de comedia dramática Shameless en la que intervino entre 2011 y 2021 y por la que fue nominado a los Critics' Choice Television Awards.
Ha recibido el reconocimiento por interpretar al chef Carmen «Carmy» Berzatto en la serie de comedia dramática The Bear (2022-presente), por la que ha recibido tres Globos de Oro consecutivos y dos Primetime Emmy Awards. White interpretó al luchador Kerry Von Erich en la película biográfica The Iron Claw (2023). Desde 2024 es embajador mundial de Calvin Klein. 

## Primeros años
Antes de conocerse, los padres de White se mudaron a Nueva York para impulsar sus carreras en la actuación. Tras conocerse, y habiendo actuado juntos durante varios años, se casaron, después abandonaron sus carreras artísticas y consiguieron trabajos que ayudaron a mantener a su nueva familia.
Mientras estaba en la escuela primaria, White fue bailarín, sobre todo de ballet, jazz y claqué. A la edad de 13 años, al entrar en un nuevo programa de baile de la escuela secundaria, tuvo una corazonada y decidió darle una oportunidad a la actuación.

## Carrera profesional
Intervino en uno de los roles protagonistas en la aclamada serie de comedia dramática de Showtime Shameless (2011–2021). También, ha aparecido en varias películas como Beautiful Ohio, The Speed of Life, Afterschool, Twelve, o Movie 43; y en otras series de televisión como Homecoming (2018) y desde 2022, interpreta a Carmy en la premiada serie The Bear, papel por el cual ha ganado dos premios Globo de Oro como mejor actor de serie de televisión - comedia o musical.

## Vida personal
Fue pareja de su compañera en Shameless US, Emma Greenwell, desde el 2011 a 2013. Quedaron en buenos términos.
Desde el año 2016 mantuvo una relación con la actriz Addison Timlin, con quién contrajo matrimonio el 18 de octubre de 2019 y rompieron en 2023. La expareja tiene dos hijas: Ezer Billie (nacida en octubre de 2018) y Dolores Wild (nacida en diciembre de 2020).
Desde finales de 2023 hasta mediados de 2024, mantuvo una relación con la cantante española Rosalía. La pareja se separó de mutuo acuerdo en 2024 debido a diferencias de compatibilidad y comunicación. Posteriormente, en septiembre de 2024, Jeremy Allen White fue visto en Los Ángeles con su compañera de reparto en "The Bear", Molly Gordon, confirmando su nuevo noviazgo.

## Filmografía
| Año  | Título                               | Personaje         | Notas                           |
| ---- | ------------------------------------ | ----------------- | ------------------------------- |
| 2006 | Beautiful Ohio                       | Clive (joven)     |                                 |
| 2007 | The Speed of Life                    | Sammer            |                                 |
| 2008 | The Fourth                           | Ryan              | Cortometraje; también productor |
| 2008 | Afterschool                          | Dave              |                                 |
| 2010 | Twelve                               | Charlie           |                                 |
| 2012 | The Time Being                       | Gus               |                                 |
| 2013 | Movie 43                             | Kevin Miller      |                                 |
| 2013 | Bad Turn Worse                       | Bobby             |                                 |
| 2014 | Rob the Mob                          | Robert Uva        |                                 |
| 2018 | After Everything                     | Elliot            |                                 |
| 2020 | The Rental                           | Josh              |                                 |
| 2020 | Viena and the Fantomes               | Freddy            |                                 |
| 2021 | The Birthday Cake                    | Tommaso           |                                 |
| 2023 | Fremont                              | Daniel            |                                 |
| 2023 | Fingernails                          | Ryan              |                                 |
| 2023 | The Iron Claw                        | Kerry Von Erich   |                                 |
| 2025 | Springsteen: Deliver Me from Nowhere | Bruce Springsteen |                                 |

| Año       | Título                            | Personaje               | Notas                          |
| --------- | --------------------------------- | ----------------------- | ------------------------------ |
| 2006      | Conviction                        | Jack Phelps             | Episodio: «Deliverance»        |
| 2007–2008 | Law & Order                       | Jeremy / Andy Steel     | 2 episodios                    |
| 2010      | Law & Order: Special Victims Unit | Michael Parisi          | Episodio: «Torch»              |
| 2011–2021 | Shameless                         | Phillip «Lip» Gallagher | Papel principal; 134 episodios |
| 2018      | Homecoming                        | Shrier                  | 4 episodios                    |
| 2022–2024 | The Bear                          | Carmen «Carmy» Berzatto | Protagonista; 28 episodios     |

## Premios y nominaciones
| Año  | Premio                            | Trabajo nominado | Categoría                                              | Resultado |
| ---- | --------------------------------- | ---------------- | ------------------------------------------------------ | --------- |
| 2013 | Golden Raspberry Awards           | Movie 43         | Peor combinación de pantalla                           | Nominado  |
| 2014 | Critics' Choice Television Awards | Shameless        | Mejor actor de reparto en una serie de comedia         | Nominado  |
| 2023 | Golden Globe Awards               | The Bear         | Mejor actor de serie de televisión - Comedia o musical | Ganador   |
| 2023 | Critics' Choice Television Awards | The Bear         | Mejor actor en serie de Comedia                        | Ganador   |
| 2023 | Screen Actors Guild Awards        | The Bear         | Mejor actor de televisión - Comedia                    | Ganador   |